# Canton de Pau-3
Le canton de Pau-3 est une circonscription électorale française du département des Pyrénées-Atlantiques.

## Histoire
Un nouveau découpage territorial des Pyrénées-Atlantiques entre en vigueur à l'occasion des élections départementales de 2015. Il est défini par le décret du 25 février 2014, en application des lois du 17 mai 2013 (loi organique 2013-402 et loi 2013-403). Les conseillers départementaux sont, à compter de ces élections, élus au scrutin majoritaire binominal mixte. Les électeurs de chaque canton élisent au Conseil départemental, nouvelle appellation du Conseil général, deux membres de sexe différent, qui se présentent en binôme de candidats. Les conseillers départementaux sont élus pour 6 ans au scrutin binominal majoritaire à deux tours, l'accès au second tour nécessitant 12,5 % des inscrits au 1er tour. En outre la totalité des conseillers départementaux est renouvelée. Ce nouveau mode de scrutin nécessite un redécoupage des cantons dont le nombre est divisé par deux avec arrondi à l'unité impaire supérieure si ce nombre n'est pas entier impair, assorti de conditions de seuils minimaux. Dans les Pyrénées-Atlantiques, le nombre de cantons passe ainsi de 52 à 27.
Le canton de Pau-3 est formé de la commune de Bizanos, issue de l'ancien canton de Pau-Sud, de Mazères-Lezons, issue de l'ancien canton de Pau-Ouest et d'une fraction de la commune de Pau. Il est entièrement inclus dans l'arrondissement de Pau. Le bureau centralisateur est situé à Pau.

## Représentation
| Période élective | Période élective | Mandat | Mandat           | Identité          | Nuance | Nuance | Qualité |
| ---------------- | ---------------- | ------ | ---------------- | ----------------- | ------ | ------ | --- |
| 2015             | 2021             | 2015   | 2021             | André Arribes     |        | MoDem  | Agriculteur retraité Maire de Bizanos (2001-2020) Vice-président de communauté d'agglomération de Pau-Pyrénées Conseiller départemental délégué à la Mobilité, aux Transports et aux Infrastructures Ancien conseiller général du canton de Pau-Sud (2008-2015) |
| 2015             | 2021             | 2015   | 2017 (démission) | Josy Poueyto      |        | MoDem  | Retraitée de la fonction publique Première adjointe au maire de Pau (2014-2017) 2e Vice-présidente du Conseil départemental (2015-2017) Députée (depuis 2017) Ancienne conseillère générale du canton de Pau-Centre (1994-2015)                                 |
| 2015             | 2021             | 2017   | en cours         | Monique Sémavoine |        | MoDem  | Ancienne assistante parlementaire de François Bayrou Maire de Mazères-Lezons |
| 2021             | 2028             | 2021   | en cours         | André Arribes     |        | MoDem  | Conseiller sortant |
| 2021             | 2028             | 2021   | en cours         | Monique Semavoine |        | MoDem  | Conseillère sortante |

### Résultats détaillés

#### Élections de mars 2015
À l'issue du 1er tour des élections départementales de 2015, deux binômes sont en ballottage : André Arribes et Josy Poueyto (MoDem, 53 %) et Nicolas Loiseau et Zohra Trabelsi (DVG, 19,01 %). Le taux de participation est de 47,89 % (7 664 votants sur 16 002 inscrits) contre 52,8 % au niveau départemental et 50,17 % au niveau national.
Au second tour, André Arribes et Josy Poueyto (MoDem) sont élus avec 69,33 % des suffrages exprimés et un taux de participation de 46,64 % (4 712 voix pour 7 461 votants et 15 998 inscrits).

#### Élections de juin 2021
Le premier tour des élections départementales de 2021 est marqué par un très faible taux de participation (33,26 % au niveau national). Dans le canton de Pau-3, ce taux de participation est de 36,1 % (5 205 votants sur 14 418 inscrits) contre 38,82 % au niveau départemental. À l'issue de ce premier tour, deux binômes sont en ballottage : André Arribes et Monique Semavoine (Modem, 51,66 %) et Marianne Lajarige et David Torres (Union à gauche, 26,69 %).
Le second tour des élections est marqué une nouvelle fois par une abstention massive équivalente au premier tour. Les taux de participation sont de 34,36 % au niveau national, 40,13 % dans le département et 36,57 % dans le canton de Pau-3. André Arribes et Monique Semavoine (Modem) sont élus avec 62,28 % des suffrages exprimés (3 045 voix pour 5 273 votants et 14 420 inscrits),,.

## Composition
| Nom                         | Code Insee | Intercommunalité      | Superficie (km2) | Population (dernière pop. légale)                | Densité (hab./km2) | Modifier                                    |
| --------------------------- | ---------- | --------------------- | ---------------- | ------------------------------------------------ | ------------------ | ------------------------------------------- |
| Pau (bureau centralisateur) | 64445      | CA Pau Béarn Pyrénées | 31,51            | Fraction : 15 011 (2022) Commune : 78 620 (2022) | 2 495              | modifier les données · modifier les données |
| Bizanos                     | 64132      | CA Pau Béarn Pyrénées | 4,42             | 4 570 (2022)                                     | 1 034              | modifier les données · modifier les données |
| Mazères-Lezons              | 64373      | CA Pau Béarn Pyrénées | 4,00             | 1 831 (2022)                                     | 458                | modifier les données · modifier les données |
| Canton de Pau-3             | 6420       |                       |                  | 21 412 (2022)                                    |                    | modifier les données                        |

Le canton de Pau-3 comprend :
1. deux communes entières,
2. la partie de la commune de Pau située au sud d'une ligne définie par l'axe des voies et limites suivantes : depuis la limite territoriale de la commune de Bizanos, avenue Alfred-Nobel, rond-point Yitzhak-Rabin, avenue du Maréchal-Leclerc, avenue Blé-Moullé, allée de Morlàas, avenue de Rousse, avenue des Lilas, rue Jean-Jacques-de-Monaix, avenue du Loup, rue Anatole-France, rue Jean-Jaurès, avenue Honoré-Baradat, rue du Pasteur-Alphonse-Cadier, avenue Henri-Dunant, cours Lyautey, boulevard d'Alsace-Lorraine, rue Emile-Garet, rue Lespy, rue Henri-Faisans, cours Bosquet, rue du Maréchal-Foch, rue Serviez, rue Montpensier, rue d'Orléans, rue Faget-de-Baure, rue Saint-Jacques, rue des Cordeliers, rue du Maréchal-Joffre, rue du Château, rue Henri-IV, rue du Moulin, place de la Monnaie, avenue Jean-Biray, ligne droite perpendiculaire à l'avenue Jean-Biray au niveau de la Tour de la Monnaie, jusqu'à la limite territoriale de la commune de Gelos.

## Démographie
En 2022, le canton comptait 21 412 habitants, en évolution de +1,34 % par rapport à 2016 (Pyrénées-Atlantiques : +3,78 %, France hors Mayotte : +2,11 %).
| 2013   | 2018   | 2022   |
| ------ | ------ | ------ |
| 21 459 | 20 477 | 21 412 |